# Tyler Henry
Tyler Henry Koelewyn conhecido como Tyler Henry Koelewyn (California, 13 de janeiro de 1996) personalidade norteamericana de Reality Show e médium clarividente.

## Biografia
Tyler Henry nasceu em Hanford, Califórnia, aos 10 anos de idade tem percebido que tinha o dom da clarividência. No ano de 2015, apareceu no programa Keeping Up with the Kardashians, fez uma leitura para uma das irmãs de Kardashian.
Em 2016, estreou o programa Hollywood Medium With Tyler Henry, no E.
Em 2018, a People publicou um artigo antes da terceira temporada da Hollywood Medium. O artigo informa de forma detalhada as leituras feitas por Henry com a La Toya Jackson, Henry confirmou ter contatado Michael Jackson.
Hollywood Medium terminou após quatro temporadas em 2019. Sua próxima série, Life After Death with Tyler Henry , estreou em 11 de março de 2022, na Netflix.
Henry deu leituras para muitas celebridades, como Nancy Grace, Alan Thicke, jogador aposentado da NBA John Salley e atores Monica Potter, Amber Rose, Jaleel White, os Kardashians, Corey Feldman , Carmen Electra, Matt Lauer, Chad Michael Murray , Rick Fox, Megan Fox, Chrissy Metz, Kristin Cavallari, Bobby Brown, Roselyn Sanchez, The Try Guys e Tom Arnold . 

## Obras
- Between Two Worlds: Lessons from the Other Side
- Here & Hereafter: How Wisdom from the Departed Can Transform Your Life Now